# Sigered av Essex
Sigered av Essex, död 825, var en engelsk monark. Han var kung av Essex 798–825. Han var den sista självständiga kungen av Essex. Han blev vasall till Mercia och fick titeln hertig 812, men överlät kungariket Essex till kungen av Wessex 825. 